# Cristian Ortega
Cristian David Ortega Fontalvo (Barranquilla, 29 de septiembre de 2000) es un ciclista de pista colombiano, especializado en pruebas de velocidad.  Compitió en el Campeonato Mundial de Ciclismo en Pista UCI 2022 . 

## Biografía
Hasta los 16 años, práctico el fútbol. Luego probó suerte en el ciclismo después de que un paseo nocturno con su tía lo inspirara a practicar este deporte a esa edad. Descubrió la pista bastante rápido, donde se notaron sus habilidades para el sprint. Integra el “Proyecto Avanzado de Desarrollo” (PAD), programa liderado por el Ministerio del Deporte y la Federación Colombiana de Ciclismo, para detectar e impulsar nuevos talentos en la pista. Tras sus éxitos a nivel regional, fue rápidamente aceptado en el equipo nacional juvenil y, apenas un año después de empezar a practicar el ciclismo, ganó dos medallas en el Campeonato Panamericano Juvenil de Cochabamba, incluida una de oro en el kilómetro. Durante estos campeonatos, estableció un nuevo récord panamericano en los 200 metros de salida voladora juvenil, en 9.801 segundos. 
En noviembre de 2021, durante los primeros Juegos Panamericanos Junior reservados a deportistas de 17 a 22 años, ganó tres medallas de oro en keirin, sprint individual y por equipos. En abril de 2022 ganó el kilómetro en la ronda de la Copa de Naciones de Glasgow. En los años siguientes, ganó muchas más medallas en competiciones en América Latina, como los Juegos Bolivarianos de 2022, los Juegos Centroamericanos y del Caribe de 2023 y los Campeonatos Panamericanos.